# Pato-ferrugíneo

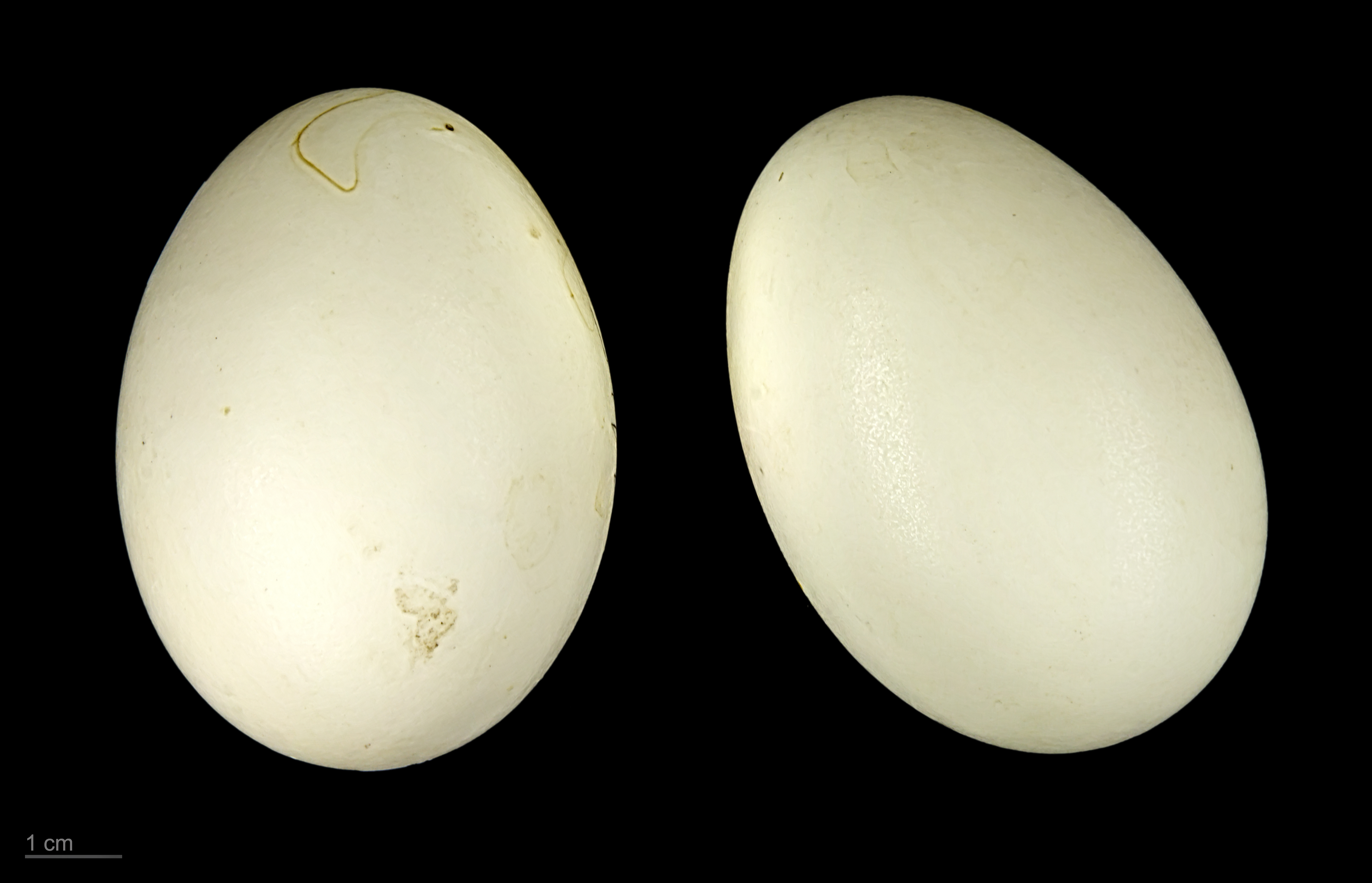
Tadorna ferruginea - MHNT

O pato-ferrugíneo (Tadorna ferruginea) é uma espécie de ave bastante estendida na Ásia e no Norte da África. No solo europeu destacam-se as populações do sul da Espanha.